# Microserica suavidica
Microserica suavidica är en skalbaggsart som beskrevs av Brenske 1899. Microserica suavidica ingår i släktet Microserica och familjen Melolonthidae. Inga underarter finns listade i Catalogue of Life.